# Carlos Cabezas
Pour les articles homonymes, voir Cabezas.
Carlos Cabezas, Carlos Eduardo Cabezas Jurado, né le 14 novembre 1980 à Malaga, est un joueur espagnol de basket-ball.

## Club
- 1998-2000 : CB Málaga
- 2000 : Círculo Badajoz (prêt)
- 2000-2009 : CB Málaga
- 2009-2010 : Khimki Moscou
- 2010-2012 : Basket Saragosse 2002
- 2012-2013 : Saski Baskonia
- 2013-2014 : Baloncesto Fuenlabrada
- 2014-2016 : CB Murcie
- 2016 : Baloncesto Fuenlabrada
- 2016-2017 : Orléans LB
- 2017 : Betis Séville
- 2017-2018 : Guaros de Lara
- 2018 : Regatas Corrientes
- 2018-2019 : Alba Fehérvár
- 2019-2021 : Nacional Montevideo

## Palmarès

### Club
- Coupe Korać 2001
- Finaliste de la Coupe Korać 2000
- Liga ACB: 2006
- Finaliste de la  Liga ACB: 2002
- Coupe du Roi: 2005

### Sélection nationale
- Championnat du monde masculin de basket-ball
  -  Médaille d'or du Championnat du monde 2006 au Japon
- autres
  - Championnat du monde junior 1999
  - Championnat d'Europe junior 1998
  - Médaille de bronze du Championnat d'Europe des jeunes 2000